# دیوید ای. رید
دیوید ای. رید (به انگلیسی: David A. Reed) سناتور سابق عضو حزب جمهوری‌خواه ایالات متحده آمریکا بود. وی در سال ۱۹۲۲ تا ۱۹۳۵ میلادی سناتور ایالت پنسیلوانیا در سنای ایالات متحده آمریکا بود.